# Alanus van Auxerre
Alanus Van Auxerre, ook Alanus Flandrensis (gestorven Abdij van Clairvaux, 14 oktober 1185) was een abt en bisschop van Auxerre. Hij schreef tevens de biografie van Bernard van Clairvaux.

## Levensloop
Alanus werd geboren in het graafschap Vlaanderen, waarschijnlijk in Rijsel. Zeker is dat hij school liep in Rijsel. 
Hij trad op jonge leeftijd binnen in de cisterciënzerabdij van Clairvaux dat onder het gezag van Bernard van Clairvaux stond. Omstreeks 1140 werd hij abt van het klooster van Larrivour nabij Troyes.
In 1152 werd Alanus door toedoen van Bernard van Clairvaux door paus Eugenius III benoemd tot bisschop van Auxerre. Hij leidde zijn bisdom als een wijs man en werd in opdracht van de koning en de paus belast met belangrijke missies. In 1167 legde Alanus zijn bisschopsambt neer en hij trok zich als een eenvoudige monnik terug, eerst in het klooster van Larrivour en een tijdje daarna in de abdij van Clairvaux.
Daar schreef hij verder aan de biografie van Bernard van Clairvaux als voorbereiding op de heiligverklaring van deze laatste in 1174. Alanus was een belezen man en hij bouwde een uitgebreide bibliotheek uit in Clairvaux. Daar stierf hij ten slotte in 1185.
Alanus van Auxerre mag niet verward worden met de theoloog Alanus van Rijsel, eveneens cisterciënzermonnik en uit dezelfde streek afkomstig maar deze laatste leefde een twintigtal jaar later.

## Werken
In de Patrologia Latina van Jacques Paul Migne, is de biografie over Bernard van Clairvaux te vinden in boekdeel 185. Verder zijn een aantal brieven van Alanus aan koning Lodewijk de Jongere en zijn testament uit 1182 Testamentum Alani opgenomen in werk.
- Bibliothèque nationale de France: cb169837345 (data)
- Gemeinsame Normdatei: 100935648
- International Standard Name Identifier: 0000 0000 0203 7369
- Library of Congress Control Number: no00087586
- Réseau des bibliothèques de Suisse occidentale: 02-A025265120
- Système universitaire de documentation: 185176976
- Virtual International Authority File: 42196669